# Coloana de atac

Coloana de atac este o poezie scrisă de George Coșbuc. A fost publicată în Tribuna poporului, Arad, 1900, nr. 62.